# سبيس إكس ستارشيب
مركبة ستارشيب التابعة لشركة «سبيس إكس» هي مركبة فضائية من المُخطط بنائها كمرحلة ثانية لمركبة إطلاق قابلة لإعادة الاستخدام. يجري تطوير مفهوم المركبة حاليًا من قِبل سبيس إكس، كمشروع رحلات فضائية خاص. ويجري تصميم ستارشيب لتكون مركبة طويلة الأجل لنقل البضائع والركاب. على الرغم من أنه سيجري اختبارها لوحدها في البداية، إلا أنها ستستخدم في عمليات الإطلاق المدارية مع مرحلة صاروخ معزز إضافية، وهي مرحلة «سوبرهيفي»، بمثابة مرحلة ثانية على متن مركبة الإطلاق المدارية ذات المرحلتين. يُطلق على هذه المركبة وصاروخها المُعزز اسم ستارشيب أيضًا.
ابتداءً من أبريل 2019، بدأ نموذج أولي ذي ارتفاع مُنخفض يُسمى «ستارهوبر» الرحلات التجريبية. نماذج ستارشيب هي قيد الإنشاء حاليًا ومن المتوقع أن يُعاد تصميمها عدة مرات. تُعتبر ستاشيب صاروخًا مستقلًا بحد ذاته –بدون مرحلة الصاورخ المعزز– كجزء من برنامج مكثف يهدف لاختبار الإطلاق والهبوط في رحلات فضائية دون المدارية وصقل تفاصيل التصاميم، لا سيما فيما يتعلق بدخول المركبة الفضائي في الغلاف الجوي.
بدأ اختبار النظام المتكامل لإثبات مفهوم ستارشيب في مارس 2019 مع إضافة محرك صاروخي واحد من نوع «رابتور» إلى أول هيكل مزود بوقود وقادر على الطيران، المُسمى ستارهوبر. استُخدم نموذج ستارهوبر خلال شهر أغسطس عام 2019 لإجراء اختبارات إطلاقٍ ساكن واختبارات طيران للإطلاق والهبوط العمودي على ارتفاع وسرعة منخفضين في شهري يوليو وأغسطس. يتكون النموذج من هيكل فولاذي مقاوم للصدأ قطره 30 قدمًا (9 أمتار).
تُخطط سبيس أكس لإطلاق حمولات تجارية على متن ستارشيب بحلول عام 2021 على الأقل.

## وصف المركبة

### مرحلة سوبرهيفي
يبلغ ارتفاع سوبرهيفي، أي مرحلة الصاروخ المعزز «اللازمة للهروب من حقل جاذبية الأرض القوي»، 223 قدمًا (68 مترًا) وقطره 30 قدمًا (9 أمتار) ويتوقع أن تبلغ كتلته الكلية عند الإطلاق 8110000 رطل (3680000 كيلوجرام). ستُبنى هذه المرحلة من خزانات وهيكل من الفولاذ المقاوم للصدأ، لتخزين وقود الميثان والأكسجين السائلين (CH4/LOX) المُبردان دون حرارة غليانهما، وستُزود بـ 24 إلى 37 محرك صاروخي من نوع رابتور لدفع المركبة بقوةٍ إجمالية تبلغ 16 مليون باوند قوة (72000 كيلو نيوتن) عند الإطلاق.
سيُبنى النموذج الأولي لمرحلة سوبرهيفي بالحجم الكامل. ومع ذلك، من المتوقع يُطلق في البداية بعدد أقل من المحركات الـ 37 الكاملة، ربما نحو 20 محركًا.
في سبتمبر 2019، أُعلِن عن العديد من التغييرات في التصميم الخارجي لسوبرهيفي. ستتمتع هذه المرحلة بست زعانف هوائية تعمل حصريًا كأغطية لأرجل الهبوط الست، بالإضافة لأربع زعانف شبكية فولاذية ملحومة ذات شكل ماسي لتوفير تحكم ديناميكي هوائي أثناء نزول المركبة.

### ستارشيب
ستارشيب هي مركبة فضائية قطرها 30 قدمًا (9 أمتار)، وارتفاعها 160 قدمًا (50 مترًا)، قابلة لإعادة الاستخدام بالكامل مع كتلة صافية (أي بدون وقود) تبلغ 260000 باوند (120 طن)، مزودة بست محركات من نوع رابتور تعمل بوقودٍ من الميثان والأكسجين. تبلغ قوة الدفع الإجمالي للمركبة نحو 2600000 باوند قوة (12000 كيلو نيوتن).
على غير المعتاد بالنسبة لتصميمات مركبات الإطلاق والمركبات الفضائية السابقة، ستُستخدم ستارشيب كمرحلة ثانية للوصول إلى السرعة المدارية بعد إطلاقها من الأرض، وكمركبة فضائية مدارية طويلة الأجل.
من المخطط أن تكون ستارشيب قابلة لإعادة الاستخدام بالكامل حتى عند استخدامها كمرحلة ثانية للرحلات المداري من الأرض. يجري تصميم ستارشيب لتكون قادرةً على الدخول في الغلاف الجوي من سرعتها المدارية والهبوط عموديًا على الأرض، بهدف إعادة استخدامها بسرعة.
وقد أُعلِن في مايو 2019، أن ستارشيب ستستخدم ثلاثة محركات رابتور محسنة للاستخدام على مستوى البحر وثلاثة محركات من نفس النوع محسنة للاستخدام في الفراغ. تتطابق محركات مستوى سطح البحر مع محركات الصاروخ المعزز، سوبرهيفي. بهدف النقل الفضائي، من متوقع أن تستخدم المركبة محرك رابتور محسنًا للاستخدام في الفراغ ذي «اندفاع نوعي» (آي إس بّي) يصل إلى 380 ثانية تقريبًا (8300 ميل في الساعة؛ 3.7 كيلومتر في الثانية).

## استخدامات ستارشيب
تهدف سبيس إكس لأن تصبح ستارشيب مركبتها المدارية الرئيسية، إذ أعلنت عن خططتها لاستبدال ستارشيب بمركبات إطلاقها الحالية، «فالكون 9»، ومركبات«دراغون 2». في نوفمبر 2019، قدر «إيلون ماسك» أن الوقود سيكلف 900000 دولار لكل عملية إطلاق وقد تنخفض تكاليف الإطلاق الإجمالية إلى مليوني دولار.
صُممت ستارشيب للاستخدامات التالية:
1. إطلاق الأقمار الصناعية إلى مدارها حول الأرض. بالإضافة إلى سوق إطلاق المركبات الفضائية الذي تشارك فيه سبيس إكس منذ عام 2013، تخطط الشركة لاستخدام ستارشيب لإطلاق الجزء الأكبر من «كوكبة الأقمار الصناعية المزودة للأنترنت» الخاصة بها، المُسمى «ستارلينك»، عن طريق إطلاق 12000 قمرًا صناعيًا بحلول عام 2026 وفقًا للخطة، أي أكثر بست أضعاف العدد الإجمالي للأقمار الصناعية المدارية النشطة في عام 2018.[17]
2. إطلاق رحلات فضائية طويلة الأجل إلى منطقة الفضاء الفاصل بين الأرض والقمر.
3. نقل الحمولات إلى المريخ، بما في ذلك البضائع والركاب.
4. إطلاق رحلات فضائية طويلة الأجل إلى كواكب المجموعة الشمسية الخارجية، لنقل البضائع ورواد الفضاء.

في 18 نوفمبر 2023 انفجرت ستارشيب خلال رحلتها التجريبية الرئيسية الثانية.